# Karlahuset, Örebro

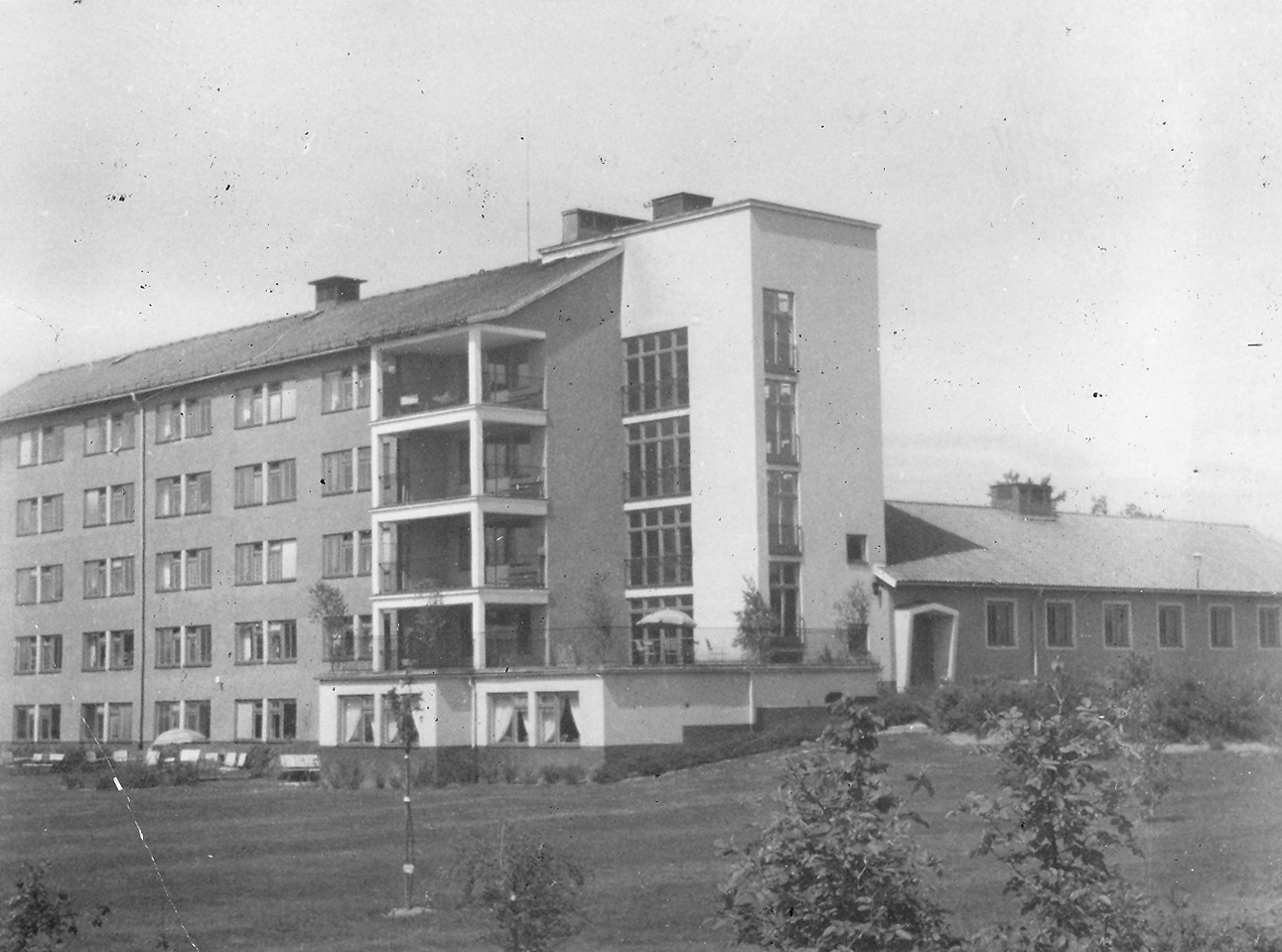
Västra sjukhemmet 1952. Flygeln till höger innehöll mottagning, röntgen och administration.

Karlahuset, beläget i västra Örebro, är ett byggnadskomplex som tillhör Örebro läns landsting. Det har adress Folkungagatan 33 och Älvtomtagatan 30 (beroende på verksamhet). Kvarteret heter Vitsippan.

## Västra sjukhemmet
Redan i början av 1930-talet, möjligen tidigare, hade landstinget börjat utreda möjligheten att tillskapa ett hem för kroniskt sjuka. År 1938 beslöt man att på den nuvarande tomten, som Örebro stads drätselkammare kostnadsfritt upplåtit, uppföra ett hem för minst 100 sjuka. Av olika skäl (bl.a. 2:a världskriget) fördröjdes byggnationen, men under hösten 1952 stod det nya "kronikerhemmet" klart, och fick namnet Västra sjukhemmet. Det var ritat av Rolf Hagstrand. 
Sjukhemmet innehöll fyra vårdavdelningar med totalt 120 vårdplatser, sjukgymnastik- och arbetsterapiavdelningar och en läkarmottagning. Dessutom fanns kök, röntgenavdelning och tandläkarmottagning. Chef under åren 1952-1979 var överläkare Gunnar Kullendorff (1914-1993). En av sjukhemmets mer namnkunniga patienter under de tidiga åren var diktaren Levi Rickson - "Jeremias i Tröstlösa", (1868-1967) som 99 år gammal slutade sina dagar på sjukhemmet.
År 1964 inkorporerades Västra sjukhemmet i dåvarande Regionsjukhusets verksamhet och kallades därefter Långvårdsklinik II. (Långvårdklinik I var förutvarande Norra sjukhemmet.)
I mitten av 1960-talet hade sjukhemmet blivit för litet, varför ytterligare fyra vårdavdelningar tillbyggdes, liksom nya lokaler för sjukgymnastik och arbetsterapi, en dagvårdsavdelning samt en stor samlingssal. Tillbyggnaden invigdes år 1969, och man disponerade då över 232 vårdplatser. År 1981 tillbyggdes en bassäng för träningsändamål. Den äldsta byggnadsdelen blev så småningom omodern. Den ombyggdes i slutet av 1980-talet, och kunde återinvigas år 1990. Kliniken hade då 168 vårdplatser.

## Geriatriska kliniken
Byggnadskomplexet blev under mitten av 1980-talet centrum i Örebro för den differentierade långvården, som efterhand utvecklades till dagens geriatrik. Den geriatriska kliniken kom att bestå av rehabiliteringsavdelningar (tillskapade 1987), demensutredningsavdelning (1990), hospicet Vitsippan (invigt 1991), lasarettsansluten hemsjukvård (1974), dagrehabilitering (1969) och mottagning. År 1992 lämnade två vårdavdelningar kliniken i samband med Ädelreformen, och blev kommunala vårdboenden på annat håll i staden. Under åren 1994-1999 lämnade geriatriska kliniken Karlahuset i etapper, och flyttade in till Universitetssjukhusets centraldel vid Södra Grev Rosengatan.

## Nuvarande Karlahuset
Idag disponeras Karlahuset av Förvaltningen för primärvård, psykiatri och habilitering inom Örebro läns landsting. Följande verksamheter finns i huset:
- Karla vårdcentral
- Psykisk rehab (slutenvårdsavdelning samt mottagning)
- Vuxenhabilitering
- Syncentralen